# All the Way Up
All the Way Up è un singolo collaborativo dei rapper statunitensi Fat Joe e Remy Ma, pubblicato nel 2016 e realizzato in collaborazione con i rapper statunitensi French Montana e Infared. La canzone è stata distribuita come primo estratto dall'album collaborativo Plata o Plomo.

## Video musicale
Nel video musicale appaiono Papoose, DJ Khaled, Fred The Godson e Farid Bang.

## Tracce
- Download digitale

1. All the Way Up (Explicit) (Fat Joe and Remy Ma featuring French Montana and Infared) — 3:11

- Download digitale (Remix)

1. All the Way Up (Remix) (Fat Joe, Remy Ma and Jay Z featuring French Montana and Infared) — 4:44

- Download digitale (EDM Remix)

1. All the Way Up (EDM Remix) (Fat Joe, Remy Ma, David Guetta and GLOWINTHEDARK featuring French Montana and Infared) — 3:31

- Download digitale (Westside Remix)

1. All the Way Up (Westside Remix) (Fat Joe, Remy Ma, Snoop Dogg, The Game and E-40 featuring French Montana and Infared) — 5:17

- Download digitale (Asian Remix)

1. All the Way Up (Asian Remix) (Fat Joe and Remy Ma featuring Jay Park, AK-69, Daboyway, SonaOne and Joe Flizzow) — 4:50